# Ayolas (Paraguay)
Ayolas ist eine Stadt und ein Distrikt im Departamento Misiones in der Republik Paraguay.
Die Stadt liegt am Fluss Paraná an der Grenze zu Argentinien, ca. 45 m über dem Meeresspiegel und hat rund 13.100 Einwohner (Berechnung 2017).
Sie trägt den Namen des spanischen Conquistadors Juan de Ayolas.
Ayolas wird von der Fernstraße Ruta 20 von San Patricio (49 km) nach Paso de Patria (181 km) durchquert.
In der Nähe der Stadt liegt das gemeinsam mit Argentinien betriebene Wasserkraftwerk Yacyretá am Río Paraná. Im Zuge des Baus des Wasserkraftwerks entstand der Stadtteil Villa Permanente als Siedlung für die Bauarbeiter und Arbeiter des Kraftswerks. 